# Ел Насир Мухамед
Ел Малик Ел Насир ад-Дин Мухамед ибн Калаван (арап. الملك الناصر ناصر الدين محمد بن قلاوون) или скраћено Ел Насир Мухамед (арап. الناصر محمد; Каиро, 24. март 1285 — Каиро, 7. јун 1341) био је мамелучки султан Египта из династије Бахри. Владао је у три наврата (1293—1294), (1299—1309) и (1310—1341). Борећи се са дворским великодостојницима, чија је марионета у почетку био, на крају је успео да их надвлада и током треће владавине стабилизује државу доневши јој дуг период мира. Током његове владавине мамелучки Египат доживљава процват. Један је од највећих владара Мамелука.

## Порекло и прва владавина
Ел Насир Мухамед се родио 24. марта 1285. год. као најмлађи син мамелучког египатског султана Калавана и Ашлан бинт Шактеј. Мамелуци су били робови ратници, пореклом махом из јужног дела европске Русије, у служби Египатског султана. И отац и мајка су му били скромног порекла. Отац пореклом Куман, успео је да се, показавши се као добар војсковођа код претходних мамелучких султана и сам уздигне на тај положај. Мајка му је била монголског порекла. Дана 14. децембра 1293. Ел Насир Мухамед је постао султан, пошто је његов брат Ел Ашраф Халил био убијен. Пошто је имао свега осам година, сва власт је била у рукама регента и вицесултана Ел Адила Китбуге. Само постојање положаја вицесултана доводило је до неке врсте двовлашћа у султанату, дестабилишући централну у пуној мери. Пошто је Китбуга био умешан у убиство претходног султана и пошто је постојала могућност да млади султан пожели да казни убице свог брата, вицесултан је предупредио овај проблем тиме што се прогласио султаном, децембра 1295. године. Збачени Ел Насир Мухамед склонио се с мајком у Ел Карак.

## Друга владавина
Китбугу је после непуне две године свргао његов вицесултан Лаџин, кога је 1299. заједно са његовим вицесултаном убила група емира предвођена Бајбарсом ел Џашанкиром. После дужег већања емира, Ел Насир Мухамед је био позван да се врати на престо. Другу владавину младог султана обележио је пресудан утицај емира Бајбарса и Сајф ал-Дин Салара, који је обављао функцију вицесултана. На унутрашњем плану водили су се сукоби између Бахри и Бурџи мамелучких емира, док је на спољашњем плану султанату поново запретио сусед са североистока - Илканат.

### Битка код Вади ел Касандера: Почетни пораз
Трупе монголске Персије, већином састављене од коњице, у јесен 1299. године су под командом Кутлушаха упале у Сирију и освојиле Алеп. Монголи су одатле почели упадати дубоко у мамелучку територију. У октобру, монголски вазал Хетум II, краљ јерменске Киликије, је са 10.000 Монгола упао у Јерусалим. У граду је владао велики страх, неколико хришћана сакрило се у пећинама, избезумљено од страха. Илкан Газан, незаинтересован нарочито за град, препустио га је Хетуму, који је спасао хришћане, одржао светковине у Светом гробу и наредио да се поправе јерменски саборни храм Светог Јакова и гроб Девице Марије. Међутим, јерменски краљ се није дуго задржао, после само две недеље отишао је да се придружи свом монголском сизерену Газану код Дамаска.
Обавештен о томе да Монголи спремају напад, Ел Насир Мухамед, у пратњи Бајбарса и Салара, већ тада се налазио у Сирији са војском и до 30.000 људи.  Ова војска сударила се са монголском 22. децембра код Вади ел Касандера и доживела је пораз, а потом била гоњена до Газе. У Египту је после овога завладао велики страх и султан и његова два савладара почели су са скупљањем велике војске да би се супротставили Монголима. Међутим, пошто су почетком јануара 1300. године освојили Дамаск, они су се у фебруару повукли, вероватно због недостатка хране за коње. Без војне силе, освојене територије су се само вратиле свом пређашњем господару, тако да је Ел Насир Мухамед ускоро обновио власт над целим Левантом.

### Битка код Марџ ел Сафара: Коначна победа
Монголске нападе пратили су и напади крсташа са Кипра, монголских савезника, са првенственим циљем освајања тврђаве Тортосе у Сирији. Мала флота од 16 бродова је, предвођена великим мајстором Темплара Жаком де Молеом, кипарским краљем Хенријем II и његовим братом Амалриком, 1300. године опљачкала је делове сиријске и египатске обале, а потом се укотвила на острву Арваду, узалуд чекајући Монголе који се због својих унутрашњих проблема нису појављивали. Исте нападе флота је понављала и следеће две године, да би у септембру 1302. год. изгубила и то своје последње упориште на обали Леванта. Да би се осветили, Мамелуци су упадали и у Киликију, која је представљала важну спону између Монгола и последње крсташке државе. У међувремену, Газан је послао емисаре у Енглеску, у покушају да је придобије за савензика у свом походу.
У пролеће 1303. године војска Илканата предвођена Кутлушахом, сачињена од монголске коњице и пешадије и јерменских стрелаца, поново је упала у Сирију. Становништво Алепа и Хомса побегло је пред Монголима у Дамаск, где је убрзо дошао Бајбарс, претњама натеравши становништво да не бежи из града. Ел Насир Мухамед му се придружио док су Монголи освајали Хомс. Султан је са собом повео и калифа да подигне морал својим војницима. Дана 20. априла у равници Марџ ел Сафар, 40 km јужно од Дамаска, дошло је до крваве битке између две војске. Битка је трајала три дана и завршила се потпуним уништењем монголске војске, коју су Мемелуци потом гонили до Каријатана код Хомса. Када се султан вратио у Каиро, кроз улицу Баб ел Наср провео је заробљенике у ланцима, а прослава победе трајала је неколико дана широм Мамелучког султаната. Ова битка означила је крај монголских инвазија на Левант, осим спорадичних чарки више неће бити већих борби између две земље, Илканата и Египта, на овом простору.

### Пад с власти
Европске државе, на првом месту папа, краљевина Кипар и Темплари, са једне, и Илканат, са друге стране, преговарали су око организовања новог крсташког рата. Међутим, сваки изглед за неку операцију спречила је смрт илкана Газана 1304. год, грађански рат на Кипру (1306–1310), а и незаинтересованост европских држава за овакву рискантну офанзиву. Тако да је остатак владавине Ел Насир Мухамеда, изузев повремених побуна у Каиру и Доњем Египту, пролазио је у миру. Али, султан се није мирио са својом церемонијалном улогом, хтео је већег удела у власти. Још у предвечерје битке код Вади ел Касандера био је покушан атентат на Бајбарса и Салара, али није јасно да ли је султан имао икакве везе са истим. Схватајући да неће моћи да има неког битног удела у власти све док двојица његових фактичких савладара држе своје положаје, а и не осећајући се сигурно поред истих, Ел Насир Мухамед је 1309. год. јавивши им да иде на хаџилук у Меку отишао у Ел Карак. Одатле је покушао да нађе савезнике у гувернерима Леванта и да организује преврат у Египту. Како је је Ел Насир Мухамед одбијао да се врати у Египат, Бајбарс се 1310. год. прогласио за султана, а Салар за вицесултана.

## Трећа владавина
Бајбарсово самопроглашење изазвало је велике немире у целом Египту, јер је Ел Насир Мухамед уживао велику популарност код својих поданика. Већ 1311. легитимни султан се вратио у Египат и погубио Бајбарса, док је прихватио Саларову оставку, али га је нешто касније ухватио и заробио. Читава имовина Бајбарса и Салара била је заплењена. После још једне завере коју је сковао нови вицесултан са неким емирима против њега, Ел Насир Мухамед је 1314. год. укинуо то звање сконцентришући власт у својим рукама и заузевши велико неповерење према емирима, не дозволивши никоме од њих доминантан положај.
Трећа владавина Ел Насир Мухамеда одговорна је за свеукупан поглед на њега. Највећи историчари тог доба, писали су о њему да је он био можда највећи мамелучки султан, али и најпоганији. Његови сарадници су били унапређивани и стицали богатство, али су затим умирали, изненеда задављивани, отровани, погубљени на грозне начине. Султан није бирао средства да би задржао власт у својим рукама. На овај начин, Ел Насир Мухамед је успео да се одржи на престолу још три деценије доневши својој земљи културно-економски просперитет и дуг период мира.
Султан је узео орла за свој симбол, док га је народ звао врлим.

### Крај крсташких ратова и споразум из Алепа
Током треће владавине овог султана, Египат није био сведок већих војних претњи споља. Његов највећи непријатељ Илканат је био заузет унутрашњим проблемима, а није било већих интересовања од стране Европљана за нови крсташки рат. Пошто је покушај заједничке офанзиве Илканата и крсташа пропао због распуштања Темпларског реда 1312. године, илкан Олџеиту, користећи као повод бег неких сиријских емира, прешао је Еуфрат и сам напао Мамелуке. Монголска војска успела је привремено освојити Дамаск и опсела је утврђени град по имену Ал-Рахба, који ни уз велике губитке није успела освојити. Следеће године услед несносних летњих врућина, Монголи су се повукли из Сирије, испоставиће се и коначно. Године 1314. је уследила офанзива Мамелука, при чему је гувернер Сирије Танкиз освојио Малатију. После Олџеитуове смрти 1316. године Илканат је постао склон измирењу са Мамелуцима, могуће због претње од Златне хорде, традиционалног мамелучког савезника, са севера. Споразумом из Алепа Монголи су се одрекли права на Левант, а споразум је 1322. год. ратификао илкан Абу Саид, чиме је дугогодишње непријатељство заувек завршено.
Султанов однос са хришћанима је надаље такође био генерално коректан. Изузетак су представљали спорадични сукоби хришћана и муслимана у самом Египту, сукоби са Јерменима у Киликији и повремене идеје појединих европских монарха о организовању крсташког рата. Тако је 1330. год. француски краљ Филип VI Валоа послао изасланике Насиру са захтевом да му преда Свету земљу. Пошто их је саслушао, Насир их је извређао и истерао.

### Путовања Ибн Батуте
Између 1325. и 1327. кроз Египат је прошао чувени арапски путник и научник Ибн Батута. Батута је кренуо на хаџ из Марока, па је преко Каира дошао у Дамаск, посетивши успут Јерусалим. У Каиру се сусрео са Ел Насир Мухамедом, доневши изразито позитивну слику о султану:
Ел Малик ан-Насир (Божја милост према њему) је био човек великодушног карактера и великих врлина, а довољан доказ његове племенитости пружа његова оданост служби два света светилишта и дела доброчинства које сваке године чини да би помогао ходочасницима, у снабдевању камилама натовареним намирницама и водом за оне без средстава и беспомоћне, као и за ношење оних који не могу да иду у корак са караваном или су преслаби да ходају, оба на египатском ходочасничком путу и на том из Дамаска. Такође је саградио велики манастир у Сирјакусу, у предграђу Каира.
После рамазана у Дамаску, путник се придружио једном каравану до Медине, где је посетио Мухамедов гроб. Одатле је кренуо кући, али је, предомисливши се, отишао на североисток, у Илканат. Затим је кренуо на други хаџ у Меку, где је потом провео годину дана, па се укрцао на брод у Црвеном мору и кренуо пут југоистока, да би се после извесног времена поново вратио у Меку. После годину дана проведених у светом муслиманском граду, Ибн Батута се прикључио једном каравану из Индије, отишавши са њима у Дамаск, па затим даље у Анадолију.

### Султан, суфизам и Јерусалим
Ел Насир Мухамед је, за разлику од својих претходника, изражавао велико поштовање према Јерусалиму. Између осталог, придодао је својим титулама и титулу султана Ел Кудса. Године 1317. дошао је на ходочашће, а затим објаснио својим војсковођама да је њихова света дужност да улепшају Брдо храма и околне улице. Уз помоћ најбољег пријатеља, сиријског гувернера Танкиза, султан је утврдио Давидову кулу, додао џамију за молитве петком намењену његовом гарнизону и подигао велелепне колонаде и медресе на Брду храма, ставио нови кров на Куполу на стени и Ел Акси, додао минарет код Капије ланца, направио Капију трговаца памуком и Тржницу памука. Насир је затекао Јерусалим, или барем Муслиманску четврт, у прашини и паучини, а оставио га је у мермеру, тако да је Ибн Батута, приликом своје посете, нашао град који је велик и упечатљив.
Насир је изабрао суфијски начин досезања бога и сазидао је пет завија. У својим новим блиставим домовима, суфији су повратили Јерусалиму мало некадашње свете чаролије својим плесом, певањем, падањем у транс, а понекад чак и самосакаћењем, чиме су стремили изазивању, како су веровали, усхићујућег осећања неопходног да би се узнели до Бога.
Исламски ходочасници нагрнули су у Ел Кудс, прелазећи из пакла Гехене у рајску Куполу и читајућу књиге фадаила, које су им поручивале да је грех почињен у Јерусалиму једнак хиљади грехова, а добро дело учињено у том граду вреди као хиљаду добрих дела. Онај ко је ту живео био је као ратник у џихаду, а онај ко је ту умро као да је умро у рају. Јерусалимски мистицизам толико је процветао да су муслимани почели да обилазе Стену, да је љубе и помазују, што нису чинили од VII века. Фундаменталистички учењак Ибн Тајмија ватрено се говорио против Насира и суфизма, упозоравајући да Јерусалим има значај само као место верске посете - зијара - која се не може изједначити с хаџом у Меку. Султан је шест пута узалуд затварао тог верског чистунца, који је на крају умро у прогонству, у Дамаску 1328. год.
Султан и његови људи почели су прогањати емире који би пали у немилост у Јерусалим, где су они трошили своје непоштено стечено богатство на раскошне палате, медресе и гробнице, верујући да што се више приближе Брду храма, брже ће доћи Судњи дан. Подигли су огроман засвођени костур, и онда зидали по њему. Те грађевине су вешто угуране на кровове претходних, око капија Ел Харам Ел Шарифа. У то доба је већи део Иродових зидина дуж западне стране Храма нестао је испод мамелучких грађевина. Један од ретких делова Храма који је преживео, данашњи је Зид плача.
Мамелуци су градили у препознатљивом стилу који се може видети у целој Муслиманској четврти: раскошне потпорне конзоле на прочељима, мукарне и наизменично постављен светли и тамни камен, техника позната под називом аблак. Танкизова палата и медреса Танкизија подигнута изнад Капије ланца представља можда најлепши пример мамелучког стила; у целом граду било је двадесет седам медреса и свака је обележена грбовима мамелучких емира. Танкиз је, као пехарник, своје палате обележио пехаром. Мамелучким емирима у Јерусалиму било је својствено и оснивање добротворних фондова, вакуфа, којима су делимично финансирали своје медресе, а остатак су користили за обезбеђивање дома и посла својим потомцима, за случај да изгубе моћ и богатство у честим борбама за власт. Свака гробница, турбе, обично је имала донекле укопану просторију са зеленим решеткастим прозорима како би пролазници могли да чују молитве и како би могли да виде оне који се моле.
Ел Насир Мухамед више није веровао турским мамелуцима, који су постали елита, и зато је почео да купује грузинске и черкеске дечаке робове с Кавказа како би обезбедио себи телохранитеље, који су уједно утицали и на његове одлуке у вези с Јерусалимом; Цркву Светог гроба поклонио је Грузинима. Али, ни Латини нису заборавили ту цркву. Године 1333. султан је дозволио краљу Роберту од Напуља да обнови делове Цркве и да преузме Ценакулум на Сиону, где је краљ почео да зида фрањевачки манастир.

## Последње године и смрт
При крају владавине Ел Насир Мухамед је свом пријатељу Танкизу дао толику моћ да је и сам почео да га се прибојава. Године 1340. Танкиз је стога био ухапшен и отрован. Већ неко време болестан, султан је недуго затим и преминуо, 7. јуна 1341. год. у Каиру. Наследио га је син Ел Мансур Абу Бакр.
После његове смрти у Мамелучком Египту је завладао хаос делимично услед отимања његовог бројног потомства за султански трон, што је и изазвало суноврат династије Бахри неколико деценија касније. Међутим, много разорнија је била појава црне смрти, одневши велики број становника и упропастивши економију земље. Упркос томе, Мамелучки султанат је успео да се одржи као политичко-економска сила још нешто више од једног и по века.

## Лични живот и породица
Ел Насир Мухамед се у слободно време бавио коњима. Султан је, наводно, могао да издекламује порекло свих својих 7.800 тркачких коња и често је скупље плаћао коња него робове.
Мухамед је имао више супруга и чак око 1.200 наложница. Од супруга су му најважније свакако биле:
- Тогај Ордотекин, његова омиљена супруга;
- Тулунбај или Дуланбија, нећака његовог савезника Узбег-кана, кана Златне хорде;[5]
- Кутлугмалик, која му је родила једног од будућег султана Салахудина Салаха.

Султан је имао чак 25 деце, од којих су чак осморица били султани:
- Ан-Насир Ахмед, владао током 1342. године;
- Ел Мансур Абу Бакр, владао током 1341. године;
- Ас-Салих Исмаил, владао од 1342. до 1345. године;
- Ел Камил Шабан, владао од 1345. до 1346. године;
- Ел Музафар Хаџи, владао од 1346. до 1347. године;
- Ел Ашраф Куџук, владао од 1341. до 1342. године;
- Ел Насир Хасан, владао од 1347. до 1351. године и поново од 1354. до 1361. године;
- Салахудин Салах, владао од 1351. до 1354. године.